# Arhitektura u 1793.
◄◄ | ◄ | 1790. | 1791. | 1792. | 1793.  | 1794. | 1795. | 1796. | ► | ►►
Arhitektura • Astronomija • Biologija • Glazba • Kazalište • Kemija • Kiparstvo • Knjige • Književnost • Kršćanstvo • Medicina • Politika • Pravo • Promet • Slikarstvo • Šport • Znanost
Arhitektura u 1793.

## Hrvatska i u Hrvata

### Zgrade i druge građevine
- pravoslavna crkva Rođenja Presvete Bogorodice u  Srijemskim Lazama, dovršetak gradnje
- pravoslavna crkva Silaska Duha Svetoga u Vinkovcima, dovršetak gradnje

## Vanjske poveznice
|  | Zajednički poslužitelj ima još gradiva o temi Arhitektura u 1790-im |